# Delena Kidd
Delena Kidd (* 11. Februar 1935 in Newcastle upon Tyne, Northumberland) ist eine britische Schauspielerin. 

## Leben

### Ausbildung und Theater
Delena Kidd, als Tochter der Schauspielerin Violet Ormonde und eines Arztes geboren, besuchte das Cheltenham Ladies’ College. Ihre Schauspielausbildung erhielt sie an Central School of Speech and Drama in London. Als Studentin gewann sie dort für ihre darstellerischen Leistungen eine Gold-Medaille und den Sybil Thorndike-Prize.
Mitte bis Ende der 1950er Jahre spielte sie an zahlreichen Repertoiretheatern in Großbritannien. Sie trat bei der Wolverhampton Repertory Company, der Alexandra Repertory Company in Birmingham, am Oxford Playhouse und bei der Hornchurch Repertory Company auf. In der Saison 1958/59 gastierte sie am Theatre Royal in Bath. Anschließend spielte sie Theater in London. Sie trat mit der New Shakespeare Company beim Open Air Theatre im Londoner Regent’s Park (als Beatrice, Titania) auf. In den 1970er und 1980er Jahren spielte sie Theater in Bath und Birmingham. Mehr als 20 Jahre war sie als Darstellerin, Regisseurin und Direktorin der London Shakespeare Group tätig, mit sehr sie bei Tourneen über 50 Länder weltweit bereiste. 2002 gastierte am Perth Theatre in Talking Heads von Alan Bennett.
Mehrfach trat sie auch am Vienna’s English Theatre auf, u. a. in Stücken von Brian Friel und Oscar Wilde (1996, in An Ideal Husband). Im Juni/Juli 2003 spielte sie dort die Rolle der gefeierten, früheren Opern-Diva Jean Horton in Ronald Harwoods Theaterstück Quartett. Im September 2013 gastierte sie als Mrs. Patrick Campbell in Dear Liar (dt. Titel: Geliebter Lügner) von Jerome Kilty am Burton Taylor Studio in Oxford, einer Lesung aus dem Briefwechsel von George Bernard Shaw und Mrs. Patrick Campbell, mit der Kidd in den späten Jahren ihrer Karriere zahlreiche Tourneen unternahm.

## Film und Fernsehen
Seit den 1950er Jahren arbeitete Delena Kidd auch für das Kino, später dann schwerpunktmäßig für das Fernsehen. Zu ihren wichtigen Kinoarbeiten gehört das „hervorragend gespielt[e] und atmosphärisch dicht inszeniert[e]“, sozialkritische Filmdrama Der Weg nach oben (1959).
Sie hatte durchgehende Serienrollen, Episodenrollen und Gastrollen in zahlreichen britischen Fernsehserien, u. a. in Die vier Gerechten, Geheimauftrag für John Drake, Mit Schirm, Charme und Melone, Crown Court, Die Füchse, Der Aufpasser, Casualty, Family Affairs (als konservative Mutter Elsa Gates), Doctors und New Tricks – Die Krimispezialisten.
Sie wirkte in mehreren TV-Filmen und einigen TV-Miniserien mit, so als Lady Morland in Scarlett (1994) und als Königin Adelaide in Victoria & Albert (2001). Sie wirkte außerdem in zwei Folgen der britischen Krankenhaus-Serie Holby City mit. Außerdem hatte sie eine Episodenrolle in der 9. Staffel der britischen Krimiserie Vera – Ein ganz spezieller Fall (2019).
Im Auftaktfilm der ZDF-„Herzkino“-Fernsehreihe der Saison 2019/20 übernahm Kidd, an der Seite von Hedi Honert, in der Rosamunde-Pilcher-Verfilmung Pralinen zum Frühstück (Erstausstrahlung: September 2019) eine Gastrolle als Mary Cunningham, die geheimnisvolle Sekretärin einer unter ungeklärten Umständen zu Tode gekommenen Schriftstellerin.

## Privatleben
Delena Kidd ist seit 1958 mit dem britischen Schauspieler Gary Raymond verheiratet. Das Paar hatte sich Anfang 1957 bei einer gemeinsamen Theaterproduktion, einer modernen Adaption des Lysistrata-Stoffes von Aristophanes, am Oxford Playhouse kennengelernt. Delena Kidd lebt mit ihrem Mann im Londoner Stadtteil Hammersmith. Das Paar hat drei Kinder, darunter die Schauspielerin Emily Raymond, die mit dem ebenfalls als Schauspieler tätigem Ben Miles verheiratet ist.

## Filmografie (Auswahl)
- 1955: The Browning Version (Fernsehfilm)
- 1959: Der Weg nach oben (Room at the Top)
- 1959: Gefährliche Geschäfte: Dinner in Paris (The Third Man) (Fernsehserie, eine Folge)
- 1960: Die vier Gerechten: Crack-Up (The Four Just Men) (Fernsehserie, eine Folge)
- 1961: Geheimauftrag für John Drake: Name, Date and Place (Danger Man) (Fernsehserie, eine Folge)
- 1961: Mit Schirm, Charme und Melone: Girl on the Trapeze (The Avengers) (Fernsehserie, eine Folge)
- 1971: The Doctors (Fernsehserie, Serienrolle)
- 1973: Crown Court: Conduct Prejudicial: Part 3 (Fernsehserie, eine Folge)
- 1978: Die Füchse: One of Your Own (The Sweeney) (Fernsehserie, eine Folge)
- 1978: Les Miserables (Fernsehfilm)
- 1980–1981: Together (Fernsehserie, Serienrolle)
- 1991: Der Aufpasser: The Odds Couple (Minder) (Fernsehserie, eine Folge)
- 1994: Scarlett (TV-Miniserie)
- 1995: Casualty: Lost Boys (Fernsehserie, eine Folge)
- 1997: Family Affairs (Fernsehserie, Serienrolle)
- 2001: Victoria & Albert (TV-Miniserie)
- 2002: Doctors: Cast the First Stone (Fernsehserie, eine Folge)
- 2004: New Tricks – Die Krimispezialisten: Home Truths (New Tricks) (Fernsehserie, eine Folge)
- 2013; 2017: Holby City (Fernsehserie, zwei Folgen)
- 2019: Vera – Ein ganz spezieller Fall: The Seagull (Vera) (Fernsehserie, eine Folge)
- 2019: Rosamunde Pilcher: Pralinen zum Frühstück (Fernsehreihe)